# فرودگاه پوویرنیتوک
فرودگاه پوویرنیتوک (به انگلیسی: Puvirnituq Airport) یک فرودگاه همگانی باربری با کد یاتا YPX است که یک باند فرود شن دارد و طول باند آن ۱۹۲۰ متر است. این فرودگاه در کشور کانادا قرار دارد و در ارتفاع ۲۵ متری از سطح دریا واقع شده است.

## شرکت‌های هواپیمایی و مقصدهای پروازی
| شرکت‌های هواپیمایی | مقصدهای پروازی |
| ----------------- | --- |
| ایر اینویت        | اکولیویک، اینوکخوآک، ایووییویک، کویواک، کویواراپیک، لا گراند ریوییر، مونترآل-پییر الیوت ترودو، سللویت، سنیکیلواق، اومیوجاک |